# Pockenepidemie in Australien 1789
Bei der Pockenepidemie in Australien 1789 kamen schätzungsweise mehr als 50 % der Darug und der Eora, Aborigines aus der Region des heutigen Sydney, ums Leben sowie eine unbekannte Anzahl in den restlichen Teilen Australiens. Gängig war bislang die weit verbreitete Auffassung, dass die Pocken durch Europäer eingeschleppt wurden. Sie wird heute bezweifelt.
Dokumentiert ist der Verlauf der Pocken lediglich durch Mitglieder der Sträflingskolonie Australien, die in Port Jackson siedelten: Ab April 1789 fanden ihre Mitglieder auf Felsen und Stränden von Port Jackson die Leichen vieler Aborigines. Von der Cadigal-Gruppe wird berichtet, dass von den ursprünglich 50 Mitgliedern lediglich drei in einer Woche
überlebten. Fast alle schwangeren Frauen, zwei Drittel der unter 5-Jährigen und etwa ein Drittel der restlichen Bevölkerung starben. Unter der weißen Bevölkerung gab es keine Krankheitsfälle, da alle Weißen bereits durch frühere Krankheit oder durch eine Impfung mit dem Wundschorf eines Erkrankten immunisiert waren.

## Herkunft des Pockenvirus
Die Herkunft des Pockenvirus ist umstritten; als am wahrscheinlichsten gilt heute, dass Seefahrer aus Makassar die Krankheit bei ihrer jährlichen Reise zum Seegurken-Sammeln in das Arnhemland nach Australien einschleppten und sich die Krankheit von dort über den ganzen Kontinent verbreitete.
Verschiedene Möglichkeiten zur Herkunft werden diskutiert: ein endemisches Vorkommen von Pocken wird zunächst ausgeschlossen, weil die Bevölkerungsdichte in Australien nicht ausreicht, um ein dauerhaftes Reservoir für das Virus zu bilden. Deswegen muss die Krankheit durch einen Kontakt mit der Außenwelt in das Land gebracht worden sein.
Die Mitglieder der Expeditionen von James Cook, 1770, und Jean-François de La Pérouse, 1788, werden als Überträger ausgeschlossen, da keiner von ihnen an Pocken erkrankt war und seit ihrem Kontakt mit Aborigines bis zum Ausbruch der Krankheit zu viel Zeit verstrich.
Auch hatte keines der Mitglieder der First Fleet um Arthur Phillip Pocken. Diskutiert wird deswegen, ob in Glasflaschen eingeführter Wundschorf, der mit dem Pockenvirus kontaminiert war, absichtlich oder unabsichtlich die Aborigines infizierte. Gegner dieser These weisen darauf hin, dass ein von England mitgebrachtes Virus nicht die drei Jahre Reise und zeitweilige tropische Hitze überlebt hätte.
Als am wahrscheinlichsten gilt mittlerweile, dass Seefahrer aus Makassar die Pocken eingeschleppt haben; denn ein Ausbruch der Pocken in Indonesien ist für die 1780er Jahre dokumentiert. Vom Norden Australiens habe sich dann das Virus entlang der Handelsrouten über den Kontinent verbreitet, bis es Sydney erreichte und dort der Krankheitsverlauf von den Engländern beobachtet wurde. Unterstützt wird diese Theorie durch Berichte aus dem Arnhemland von 1830: danach wurden viele aus der Generation ihrer Großeltern als Kinder von einer Krankheit getötet; diese Krankheit hieß purrer-purrer – der Name für Pocken in der Sprache der Makassans ist puru-puru. Auffällig sei auch, dass in ganz Australien in den 1820er-Jahren Aborigines mit Pockennarben gesichtet wurden, noch bevor weiße Siedler die Regionen erreichten, und verteilt über den ganzen Kontinent insgesamt 28 Namen für Pocken existierten, wie nguya. (Pustel) in South Australia, boola (Gift) in Western Australia, moo-nool-e-mindye (Staub der Regenbogenschlange) in Victoria; und schließlich gab es zeitgleiche Ausbrüche von Pocken in Australien und Indonesien auch in den 1820ern, 1860ern und 1870ern.